# Varroa destructor
Varroa destructor (Anderson & Trueman) este un parazit acarian extern care atacă albinele melifere din speciile Apis cerana și Apis mellifera. A fost descris ca Varroa jacobsoni de către Oudemas din insula Java în 1904. Numele Varroa destructor a fost dat de către Anderson și Trueman în anul 2000, după ce au studiat secvențe din gena mtDNA Co-I și caracteristicile morfologice ale mai multor populații de Varroa jacobsoni din lume. Acarianul era cunoscut printre oamenii de știință cu numele de Varroa jacobsoni (Oudemans 1984), care nu poate fi întâlnit decât în sud-estul Asiei, în țări ca Malaezia sau Indonezia, unde atacă albinele melifere din specia Apis cerana.

Acarienii Varroa au fost descoperiți pe insecte care se hrănesc cu nectar și polen adunate din flori, cum ar fi bondarul (Bombus pennsylvanicus), gândacul scarabeu (Phanaeus vindex) și Palpada vinetorum (Kevan et al. 1990). 

Varroa este parazit cu impact economic cel mai negativ asupra industriei apicole.

## Descriere

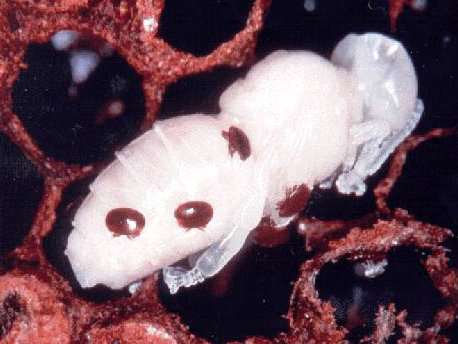
Acarian pe pupa albinei

Acarienii adulți au o culoare roșie-brună, corpul  plat, buton. Lungimea corpului este cuprinsă între 1-1,8 mm, iar lățimea între1,5–2 mm. Femelele sunt mai închise la culoare decît masculii. Chelicerele masculilor sunt adaptate pentru transferul de spermă.

## Reproducere
Femela depune ouăle în fagurii cu ouăle de albină. De obicei, din ponta depusă apar mai multe femele și un mascul. Juvenilii acarianului se eclozează împreună cu dezvoltarea albinei tinere. Când albina devine matură, ea iese din fagure deja parazitată de acarieni. Durata de dezvoltare a acrienilor Varroa durează circa 10 zile.
Deși acesta parazitează și alte insecte, se reproduce doar pe albine.

## Modul de viață
Adulți se hrănesc cu sângele (hemolimfa) albinelor. Aceasta duce la slăbirea celor din urmă. În urma infestării albinei, acarianul lasă răni deschise predispunând-o la infecții. Cu excepția unei varietăți rusești, toate albinele europene sunt lipsite de apărare contra acestuia. În plus, Varroa destructor este transmițătorul 
Este dovedit prin studii de specialitate că varroa destructor se hraneste cu corpul gras al albinei, desi paraziteaza si trantorii, inclusiv matca.( akmm)

## Distribuție
Varroa a fost găsit pentru prima dată în Indonezia, în 1904 de către Oudemans. În România a fost descoperit de Örösi-Pal în 1975.
În Germania, Varroa a fost adus în 1977, când Institutul apicol Oberursel a început un studiu asupra albinelor melifere asiatice (Apis cerana).